# Catamnesis
Catamnesis (del griego kata, después de, y mnasthai, acordarse) es el término empleado en medicina para referirse a los datos obtenidos de un paciente, después de determinar el juicio clínico, que permiten seguir la evolución de su enfermedad y establecer o modificar su pronóstico y tratamiento médico.

## Información sanitaria
A partir del motivo de consulta que refiere el paciente, el médico realiza un reconocimiento clínico para averiguar el estado de salud de una persona. Para ello es necesario desarrollar una entrevista clínica, que comprende un examen médico sistematizado consistente en una anamnesis, una exploración física y, a veces, una serie de pruebas complementarias. Este método permite alcanzar el juicio clínico, que se fundamenta en la evaluación del conjunto de síntomas y signos de un paciente, junto con los datos proporcionados por las pruebas complementarias, para que el médico determine el diagnóstico, el pronóstico y el tratamiento más adecuados.
En medicina los registros sanitarios son una herramienta esencial para ofrecer una atención clínica de calidad. Toda la información socio-sanitaria recogida se registra en la historia clínica, en la actualidad en la historia clínica electrónica. El historial médico proporciona información relevante para determinar los problemas de salud de cada paciente. También sirve para elaborar informes médicos, y certificados sobre el estado de salud de una persona. Y es la fuente para producir otros registros como las recetas médicas, las bajas laborales o los partes de lesiones; y es la base de los estudios de investigación clínica, de la docencia sanitaria y de la epidemiología.
Todo este proceso de elaboración y registro de información sanitaria de cada paciente facilita la catamnesis, entendida como el conjunto de datos que se pueden suministrar a un enfermo, una vez concluido su estudio y tratamiento, para facilitar su seguimiento médico y evaluación de su episodio de atención.

## Normativa
Aunque la legislación que regula este proceso de atención varía entre los países, en general, la normativa intenta regular derechos y obligaciones en materia de información y documentación clínica, estableciendo las definiciones, derechos y obligaciones en lo que respecta a las historias clínicas, sobre el uso del consentimiento informado, así como a recibir un informe de alta al finalizar su estancia hospitalaria y al informe de consulta externa.